# Peder Vognsen
Peder Vognsen (død 1204) var biskop i Aarhus fra 1192 frem til sin død i 1204. Han var i familie med ærkebiskop Absalon, og på mødrene side af Hvideslægten. Han havde to brødre, som også blev biskopper.
Vognsen kom til Aarhus fra Lund, hvor han havde et embede ved domkirken i Lund. Han besluttede, at der i Aarhus skulle bygges en domkirke indenfor voldene – den nuværende Aarhus Domkirke. Han skænkede sine jordegodser til bispestolen i Aarhus og til domkapitlet.